# 오렌지 민주운동
오렌지 민주운동(영어: Orange Democratic Movement, ODM)은 케냐의 중도좌파 정당이다. 그것은 2005년 케냐 헌법 국민투표 캠페인 동안 형성된 풀뿌리 민주운동의 계승이다. 이 운동은 2007년 8월 오렌지 민주운동과 와이퍼 민주운동 – 케냐로 분리되었다.
"오렌지"라는 이름은 바나나가 "찬성"표를, 오렌지가 "반대"표를 나타내는 국민투표의 투표 카드에서 유래되었다. 따라서 정당들은 2005년 국민투표에서 무투표를 지지했음을 보여준다. ODM의 원래 핵심은 우후루 케냐타의 KANU 정당과 라일라 오딩가의 LDP였다. 케냐타가 KANU를 떠난 동안 오딩가는 남아 현재 ODM을 이끌고 있다.

## 2005년 국민투표
2005년 케냐 헌법 국민투표에서 ODM이 캠페인을 벌인 "반대" 투표는 케냐 국민의 58.12%가 제안된 헌법을 부결시키며 승리했다. 이에 따라 음와이 키바키 대통령은 내각 전체를 해임했다. ODM의 응답은 이것이 올바른 방향으로의 한 걸음이며 국민 투표에서 찬성 투표에 적극 찬성하는 캠페인을 벌였던 키바키 정권이 권한을 잃었다고 주장하며 즉각적인 총선을 요구하는 것이었다.
키바키 정부는 이에 저항했다. 선거는 키바키의 헌법상 의무적인 5년 임기의 마지막 주까지 열리지 않았다. ODM은 KANU와 함께 주요 야당으로 부상했고 선거와 새로운 헌법을 요구하는 다수의 집회를 조직했다. ODM은 국민투표에 반대하는 자유민주당(LDP)이 키바키 대통령의 새 내각에서 탈락한 것에 대해서도 항의했다.

## 정당법 및 정당선거
몇 달 전 정당법이 통과된 후, ODM은 2008년 12월 말에 라일라 오딩가 총리가 당 대표로, 헨리 코스게이 산업화 장관이 당 대표로 부상하면서 내부 선거를 실시했다. 지역 및 성별 대표성에 대한 동요로 인해 투표 당일에 일부 당직을 신설해야 했다. 라일라는 그 이후로 윌리엄 루토, 아바부 남완바, 나지브 발랄라, 헨리 코스게이 등과 사이가 틀어졌다.